# Dávod
Dávod (chorvatsky Dautovo) je obec v Maďarsku v župě Bács-Kiskun v okrese Baja. Žije v ní 1965 obyvatel (podle sčítání z roku 2015).

## Poloha
Dávod leží na jihu Maďarska, ve Velké dunajské kotlině. Nejbližším městem je Baja, vzdálená 22 km. Vesnicí prochází silnice vedoucí z Baji do srbského Bezdanu.

## Historie
První písemná zmínka pochází z roku 1315. V roce 1699 byla obec osvobozena Habsburky od Turků. Roku 1866 zasáhla vesnici epidemie cholery. V roce 1912 zde byla otevřena železnice vedoucí z Baji do srbského Somboru. Mezi lety 1918 a 1920 byla vesnice obsazena Srbskem.

## Pozoruhodnosti
- katolický kostel Panny Marie Maďarské
- postbarokní katolický kostel Nejsvětějšího Srdce Ježíšovo z roku 1779
- lázně